# Câinele japonez
Câinele japonez este un film românesc din 2013 regizat de Tudor Cristian Jurgiu. În rolurile principale joacă actorii Victor Rebengiuc și Șerban Pavlu. A fost selectat pentru a reprezenta România la cea de-a 87-a ediție a Premiilor Oscar, categoria cel mai bun film străin.

## Prezentare
Costache Moldu este un țăran bătrân, rămas singur în urma unei inundații. Soția, casa, bunurile tradiționale – tot ce strânsese într-o viață întreagă – au dispărut, iar acesta este nevoit să se confrunte cu sărăcia și renunțarea la identitatea națională, în schimbul bunăstării materiale și familiale.
Ticu, fiul său plecat în Japonia, se întoarce acasă împreună cu soția japoneză și copilul acestora, Paul Koji. Situația se complică, din cauza barierei culturale, lingvistice și a diferenței dintre nivelul de trai dintr-un sat românesc și metropola Tokyo. Costache Moldu ezită la început, însă treptat se acomodează cu noua familie a lui Ticu și începe să viseze la reîntoarcerea fiului său în România.
Totuși, Ticu îi refuză fervent propunerea, ceea ce îl dezamăgește profund pe Costache, care se îmbată pentru a uita. Ziua următoare, Costache se apropie de Koji și Hiroko, prețuind scurtele clipe pe care le mai petrece ca familie, înainte de întoarcerea lor în Japonia.
Ticu îi sugerează tatălui său să se întoarcă împreună cu ei. Costache nu poate renunța la viață de sat din România, singura pe care o cunoaște. De fapt, nici mama lui Hiroko nu rezistase mai mult de doi ani în Tokyo, alegând să revină în Japonia rurală.
Costache încearcă să se obișnuiască cu traiul singur, dar nu este în stare. Deși trebuie să își ia viața de la capăt, ia hotărârea de a se muta într-o țară străină, de a-și vinde pământul și casa; totul, de dragul noii familii. 
Pe scurt, neajunsurile materiale sunt mai presus de dorul de părinți, iar dragostea de familie este mai presus de tradiție. În ambele cazuri, identitatea națională este eclipsată de o emoție mult mai puternică, cea de dragoste pentru om. Mai departe de rasă, de limbă, de cultură sau orice altceva.

## Distribuție
- Victor Rebengiuc în rolul Costache Moldu
- Șerban Pavlu în rolul Ticu
- Laurențiu Lazăr în rolul Primarului
- Ioana Abur în rolul Gabi
- Kana Hashimoto în rolul Hiroko, soția lui Ticu
- Toma Hashimoto în rolul Paul Koji
- Alexandrina Halic în rolul Leanca
- Constantin Drăgănescu
- Emilia Dobrin
- Cuzin Toma
- Doru Ana în rolul șefului Electrica
- Constantin Florescu
- Ion Bechet în rolul preotului
- Mihai Petru Chinez în rolul copilului lui Ticu și al lui Hiroko
- Mihai Chirilă în rolul arhitectului
- Gabriel Gheorghe în rolul șefului de echipă Electrica
- Titi Rădoaie în rolul electricianului 1
- Bogdan Crăciun în rolul electricianului 2
- Sebastian Cobzariu în rolul notarului

## Primire
Victor Rebengiuc a câștigat premiul pentru cel mai bun actor într-un rol principal la cea de-a opta ediție a Premiilor Gopo din 2014.